# Григорівка (Яготинська міська громада)
Григорі́вка — село в Україні, у Бориспільському районі Київської області. Населення становить 4 особи. Входить до складу Яготинської міської громади.

## Населення

### Мова
Розподіл населення за рідною мовою за даними перепису 2001 року:
| Мова       | Кількість | Відсоток |
| ---------- | --------- | -------- |
| українська | 4         | 100%     |